# Carlos Edmundo de Ory
Carlos Edmundo de Ory (Cádiz, España, 27 de abril de 1923 - Thézy-Glimont, Picardía, Francia, 11 de noviembre de 2010) fue un poeta, ensayista, epigramista y traductor español, principal representante del postismo. Fue hijo del poeta modernista Eduardo de Ory.

## Biografía
Fue hijo del poeta modernista, periodista, crítico literario y cónsul Eduardo de Ory y de Josefina Domínguez de Alcahud, nieto del capitán de navío de primera clase (contraalmirante) Alejandro de Ory y García y de Francisca de Paula de Sevilla, y bisnieto del senador progresista Salvador María de Ory García-Lizón.
Su obra más personal se produjo tras su traslado a Madrid en 1942 desde su Cádiz natal. Allí, junto a Eduardo Chicharro Briones y Silvano Sernesi, fundó el Postismo. Una selección de poemas de esta época apareció en 1945 con el título de Versos de pronto.
En 1951 se inició una nueva etapa en su poesía con la publicación del manifiesto introrrealista. En él abogaba por la creación de un arte que sea manifestación de la realidad interna del hombre, expresado en un lenguaje que ha de surgir como invención a partir de misteriosos estados de conciencia. En 1955 se trasladó a Francia. En 1957 nació su única hija Solveig de Ory. En 1968 creó el APO (Atelier de Poésie Ouverte). Se inicia entonces una tercera etapa, en la que la labor poética es entendida como creación colectiva.
Además de poesía también escribió una novela, varios libros de cuentos, varios volúmenes de diarios y ensayos.
Como él mismo dijo a raíz de la publicación de su antología Música de lobo (2003), su obra tiene dos temas principales:
Lo único que me fascina es el amor y el dolor. Como hombre, he de decir que todo se resume en eso, en el amor a los seres humanos afines, a la naturaleza, a la música, a la poesía; y en el dolor de la visión que revelan los versos de Alfonsina Storni: «Muchedumbre de color, / millones de circuncisos, / casas de cincuenta pisos / y dolor, dolor, dolor...». Porque van pasando los años y cuando se llega a mi edad se lleva con gran peso una cartilla cada vez más amplia de muertos muy queridos.

En 2001 recibió el Premio Andalucía de la Crítica (lo otorga la Asociación Andaluza de Escritores y Críticos Literarios); en 2003 fue nombrado Hijo Predilecto de la provincia de Cádiz;  en 2005 recibió el Premio Luis de Góngora de la Junta de Andalucía; en 2006 la Junta de Andalucía lo nombró Hijo Predilecto de Andalucía. 
El 6 de noviembre de 2007 dejó un mensaje en la Caja de las Letras en el Instituto Cervantes que no se puede abrir hasta el 2022.
Murió de leucemia el 11 de noviembre de 2010 en la localidad francesa de Thézy-Glimont, Picardía, donde residía, a la edad de 87 años. La Fundación que lleva su nombre y que Carlos Edmundo de Ory había preparado antes de su muerte con el Ayuntamiento de Cádiz está constituida por su cesión a la ciudad de su biblioteca personal, sus manuscritos, correspondencia, archivo y colección de arte. Se compone de 8.394 libros y revistas, 235 obras de arte y enseres diversos: desde carteles y dibujos hasta colecciones de arte africano y libros heredados de su padre. La Fundación Carlos Edmundo de Ory  se inauguró en 2011. Actualmente se encuentra en calle Ancha, 16.

## Obras destacadas
POESÍA
- Versos de pronto (en Fantasía. Semanario de Invención Literaria, 19, 1945)
- Aérotites, Prólogo de Marcel Béal, Imprimerie Rougerie, Paris, 1962.
- Los sonetos, Taurus, Madrid, 1963.
- Aerolitos, 1965; 1985; 2005; 2011; 2019.
- Poemas, Rialp, Madrid, 1969.
- Música de lobo, Madrid, Grupo N.O., 1970.
- Poesía 1945-1969, Edición de Félix Grande, Edhasa, Barcelona, 1970.
- Técnica y llanto, Barral, Llibres de Sinera, Col. Ocnos, Barcelona, 1971.
- Los poemas de 1944, Aguaribay, Madrid, 1973.
- Poesía abierta: 1945-1973, Edición de Jaume Pont, Barral, Barcelona,1974.
- Lee sin temor, Editora Nacional, Madrid, 1976; Ayuntamiento, San Sebastián de los Reyes (Madrid), 2006.
- 18 poemas, Caja de ahorros de Navarra, Tudela, 1976.
- Metanoia, Edición de Rafael de Cózar,Cátedra, Madrid, 1978; 1991.
- Energeia (Poesía 1940-1977), Plaza & Janés, Barcelona, 1978.
- La flauta prohibida, Zero-Zyx, Madrid, 1979.
- Miserable ternura / Cabaña, Hiperión, Madrid, 1981.
- Nabla, Junta de Andalucía, Sevilla, 1982.
- Aerolitos, Observatorio Ediciones, (s.l.), 1985.
- Poesía primera (1940-1942), Fundación Municipal de Cultura, Cátedra Adolfo de Castro, Cádiz, 1986.
- Soneto vivo (1941-1987), Anthropos, Barcelona, 1988; Idea y Creación Editorial, Barcelona, 2004.
- Sin permiso de ser ángel / Angel without a permit,  trads. Allen Ginsberg & Edith Grossman, Vanguardo Editions, New York, 1988.
- Nuevos aerolitos, Libertarias, Madrid, 1994.
- Melos melancolía (1977-1994), Igitur, Tarragona, 1999; 2ª ed., Prólogo Pere Gimferrer y epílogo de Jaume Pont, Igitur, Tarragona, 2003.
- Historia de un lagarto, Obra Cultural de Unicaja, Málaga, 1999.
- Las patitas de la sombra (en colaboración con Eduardo Chicharro), Edición de Antonio Pérez Lasheras y Alfredo Saldaña, Mira Editores, Zaragoza, 2000.
- Antología, Debolsillo, Barcelona, 2001.
- Música de lobo (1941-2001), Edición de Jaume Pont, Galaxia Gutenberg-Círculo de Lectores, Barcelona, 2003.
- El desenterrador de vivos, Círculo de Lectores-Galaxia Gutenberg, Barcelona, 2007. (Contiene: un libro de poema, un CD con las canciones de Luis Eduardo Aute y Fernando Polavieja, y el DVD titulado “Apuntes de un encuentro con Carlos Edmundo de Ory”, documental realizado por Álvaro Forqué.)
- Novísimos aerolitos, Fundación César Manrique, Tahíche (Lanzarote), 2009.
- La memoria amorosa, Edición de Jesús Fernández Palacios, Visor, Madrid, 2011.
- Los aerolitos, Calambur, Madrid, 2011.
- A veces soy de color, Maclein y Parker, Sevilla, 2019.
- Aerolitos completos, edición de Carmen Sánchez y Laure Lachéroy, Firmamento, Cádiz, 2022. (Este libro incluye 254 aerolitos inéditos).
- Los reinos de allí. Poesía reunida (1940-2010), edición e introducción de Jaume Pont, Galaxia Gutenberg, Barcelona, 2023.

PROSA (NARRATIVA, DIARIOS, ENSAYO)
- Los nuevos prehistóricos (Proclama artística junto a Mathias Goeritz), Galería Palma, Madrid, 1949.
- Toro-Mujer (En colaboración con Gregorio Prieto), Cobalto, Barcelona, 1949.
- Nuestro tiempo: Poesía. Nuestro tiempo: Pintura (con Darío Suro), Imprenta Fareso, Madrid, 1951.
- El bosque, Hordino, Santander, 1952.
- Kikirikí-Mangó, Imprenta Sáez, Madrid, 1954.
- Camus y el ateísmo in extremis, Editora Nacional, Madrid, 1964.
- Una exhibición peligrosa, Taurus, Madrid, 1964.
- Lorca, Éditions Universitaires, Paris, 1967; Edición de Ana Sofía Pérez-Bustamante, El Paseo Editorial, Sevilla, 2019.
- El alfabeto griego, Miret, Barcelona, 1970.
- Mephiboseph en Onou (Diario de un loco), Inventarios Provisionales, Las Palmas de Gran Canaria, 1973; Firmamento, Cádiz, 2021.
- Basuras, Júcar, Madrid, 1975.
- Diario (1944-1956), Ocnos, Madrid, 1975.
- Eunice Fucata (Diarios 1976-1984),  Begar, Málaga, 1984
- Iconografías y estelas, Diputación Provincial, Cádiz, 1991.
- Noches dantescas, El toro de barro, Cuenca, 2000.
- Cuentos sin hadas, Ayuntamiento, Col. Calembé, Cádiz, 2001; Edición de José Manuel García Gil, Cátedra, Madrid, 2017.
- Diario (1944-2000), Edición de Jesús Fernández Palacios, Diputación Provincial, Cádiz, 2004.
- Rescoldos de vida, Edición bilingüe español-italiano, Trad. Loretta Frattale, Prólogo de Juan Vicente Piqueras, Instituto Cervantes, Ayto. de Roma y Diputación Provincial de Cádiz, Roma, 2006. (Contiene fragmentos del Diario y dos relatos inéditos: “Como despiertan los pájaros” y “La deuda”).

La revista Litoral dedicó un número a Carlos Edmundo de Ory:
- AA.VV.: Litoral 19/20. A Carlos Edmundo de Ory, Ediciones Distein, Málaga, 1971.

## Distinciones honoríficas
Tiene una glorieta con su nombre, y una estatua en la Alameda Apodaca (en la que la fundación que lleva su nombre colaboró)
- En 2001 recibió el Premio Andalucía de la Crítica (lo otorga la Asociación Andaluza de Escritores y Críticos Literarios); en 2003 fue nombrado Hijo Predilecto de la provincia de Cádiz;  en 2005 recibió el Premio Luis de Góngora de la Junta de Andalucía; en 2006 la Junta de Andalucía lo nombró Hijo Predilecto de Andalucía.

## Obras dedicadas
En 2018 se publica una biografía de su persona